# Dialer
Um dialer (traduzido literalmente como "discador" ou "marcador de número telefónico"), no contexto da informática, é considerado um trojan (cavalo de tróia), e é basicamente um programa que após ter assumido o controle de uma máquina, utiliza a conexão discada do modem para atos lesivos ao usuário da máquina. 
Estes atos podem ser basicamente de dois tipos: 
- ligar para um provedor de internet específico. Isto faz com que a máquina possa se tornar um servidor que pode ser utilizado para invasão de outros computadores ou atividades ilegais como pedofilia;
- ligar para números de telefones de "valor acrescentado" (mais caros que uma tarifa telefónica normal). Neste caso, não é cobrado ao dono da máquina uma taxa adicional, e o criador do dialer ganha uma comissão.

Em muitos casos o dialer é capaz de fazer ligações internacionais aumentando ainda mais o valor cobrado do usuário.
Usuários que possuem apenas conexão banda larga (modem a cabo, ADSL, etc) não são afetados.

## Formas de infecção
Muitos dialers são instalados pelo próprio usuário sem este saber do que realmente se trata, pois normalmente os programas em que estes estão "escondidos" prometem acesso a sites pornográficos, MP3 ou outros assuntos atrativos.
Alguns dialers também podem ser instalados sem conhecimento do usuário através de vulnerabilidades no navegador de internet ou através de arquivos anexados em emails.
A remoção dos dialers normalmente requer procedimentos especiais.